# Conacul din Răspopeni
Conacul din Răspopeni este un monument de arhitectură de importanță națională din satul Răspopeni, raionul Șoldănești (Republica Moldova), construit în secolul al XIX-lea.
Nimeni de la Academia de Științe a Moldovei și Ministerul Culturii nu i-a studiat istoria și nu știe cui a aparținut. Localnicii îi spun „curtea lui Andriano”. În perioada sovietică a fost spital, acum este abandonat.

## Vezi și
- Lista conacelor din Republica Moldova